# Bromme Kirke
Bromme Kirke ligger enligt i landskabet ca. 5 km NV for Sorø (Region Sjælland). Indtil Kommunalreformen i 2007 lå den i Vestsjællands Amt, og indtil Kommunalreformen i 1970 i Alsted Herred (Sorø Amt)
Apsis, kor og skib er opført i romansk tid af små kampesten. Norddøren er stadig i brug men noget udvidet, syddøren er forsvundet. I nordmuren spores rester af oprindelige vinduer. Apsidens cirkulære vindue blev genåbnet i 1948. Tårn og sydkapel blev opført i sengotisk tid af munkesten, korets gavlspids med højblændinger stammer fra samme tid. Våbenhuset er opført i begyndelsen af 1500-tallet. Bygningen blev istandsat i 1948.
Kor og skib fik indbygget hvælv i sengotisk tid, den runde korbue er bevaret. Ved istandsættelsen afdækkedes kalkmalerier fra o.1325 på skibets nordmur mod øst, kalkmalerierne blev restaureret i 1953. Mod vest ses den kronede Maria modtage Gabriels bebudelse, bag Maria ses en stigelignende udsmykning, som enten er murværk eller vægtæpper. Længst mod øst ses Besøgelsen.
Prædikestolen i højrenæssance er fra begyndelsen af 1600-tallet, evangelistmalerierne er fra 1636. I tårnrummet hænger et epitafium over rådmand i Slagelse Hans Jensen Riber (død 1656) og hustru.
Kirkens font font består af en fod fra en gotlandsk font, hvis kumme er sønderbrudt. På foden står en dåbskedel i kobber med flettekors og støbemærker.

## Eksterne kilder og henvisninger
- Wikimedia Commons har flere filer relateret til Bromme Kirke
- Bromme Kirke Arkiveret 31. januar 2011 hos  Wayback Machine på nordenskirker.dk
- Bromme Kirke på KortTilKirken.dk
- Bromme Kirke i bogværket Danmarks Kirker (udg. af Nationalmuseet)